# 쿠이아바 EC
쿠이아바 이스포르치 클루비는 브라질의 축구단으로 마투그로수주의 쿠이아바를 연고로 한다. 현재 캄페오나투 브라질레이루 세리에 B와 캄페오나투 마토그로센세에 참가하고 있다.

## 선수 명단

### 현역
참고: FIFA 자격 규정에 따라 소속된 국가대표팀 국기를 표시합니다. 선수는 복수의 FIFA 비회원국 국적을 가지고 있을 수 있습니다.
| 번호 | 포지션 | 국적     | 이름          |
| ---- | ------ | -------- | ------------- |
| 9    | FW     | 파라과이 | 이시드로 피타 |
| 27   | MF     |          | 데닐슨        |

| 번호 | 포지션 | 국적 | 이름 |
| ---- | ------ | ---- | ---- |

## 역대 감독
| 감독     | 임기 |
| -------- | ---- |
| 조르지뉴 | 2021 |